# 孫漳
孫漳（1473年—？），字希學，浙江寧波府鄞縣人，民籍，明朝政治人物。

## 生平
弘治十一年（1498年）戊午科浙江鄉試第七名舉人。正德六年（1511年）中式辛未科會試第五十一名，登第三甲第一百九十八名進士。除南昌知县，立身以介，應事以和。擢湖广道监察御史，巡按江西，以平宸濠功受赏。嘉靖二年（1523年）五月復除原职。

## 家族
曾祖孫生；祖父孫尚珍；父孫鍔，母張氏。严侍下。弟泾、渭。